# Papež Feliks III.
Feliks III. - imenovan tudi  Feliks II. (glede na dva protipapeža s takim imenom, ki ju razni avtorji različno številčijo) je bil rimski škof (papež) Rimskokatoliške cerkve, * okrog 425 Rim, (Italija, Zahodnorimsko cesarstvo); papež izvoljen 13. marec 483; † 1. marec 492 Rim (Italija, Odoakerjevo kraljestvo). 

## Življenjepis

### Plemeniti predniki in potomci
Feliks se je rodil v rimski senatorski družini Anicijev in je bil pred posvetitvijo poročen. Ko so ga izvolili za papeža pod Odoakerjevim vplivom, je bil vdovec z dvema otrokoma. Njegov pravnuk je postal  papež Gregor Veliki. 

### Teodorik pusti versko svobodo
Italijo je po zmagi nad Odoakerjem zasedel vzhodnogotski kralj  Teodorik . Postal je vodja Vzhodnih Gotov nastanjenih v Panoniji; ko je opustošil Vzhodnorimsko cesarstvo, je prestopil 489 poleti Alpe. »Podvrgli so si ves svet. Na vozovih so stanovali, a v šotore so nagrabili vse, kar jim je prišlo pod roke,« piše sodobnik Enodij (Ennodius). Na obali Soče in nato pri Veroni so porazili mogočno vojsko Odoakerja, ki je pobegnil v Raveno. Zasedel je Italijo in rimski senat ga je pozdravil kot osvoboditelja in končno se mu je vdal tudi Odoaker. Po posredovanju ravenskega nadškofa je Teodorik obljubil, da si bo vzel Odoakerja za sovladarja; toda le čez nekaj dni ga je med veselico lastnoročno umoril. Tako je postal kralj vseh Gotov in Italije ter se nastanil v Raveni. On in njegovo ljudstvo so sicer bili arijanci, vendar je katoličanom pustil vso versko svobodo, da bi si pridobil italijansko ljudstvo. 
V Afriki so 30 let katoličane preganjali arijanski Vandali in je bilo tudi veliko mučencev, pa tudi odpadnikov. Papež Feliks se je odločno potegnil za njihove pravice. Ko je pod kraljem Guntamundom začasno preganjanje ponehalo, je rimska sinoda 487 predpisala pogoje za tiste, ki so odpadli in se dali od arijancev  ponovno krstiti; ljudje so se takrat množično vračali v katoliško Cerkev .

### Določbe
- V pismu cesarju Zenonu je papež Feliks opredelil vlogo vladarja v odnosu do Cerkve:

„Cesar je sin Cerkve; o verskih vprašanjih se mora učiti on, a ne učiti drugih.“ 
- Papež je izobčil monofizitske patriarhe na Vzhodu: antiohijskega, aleksandrijskega – končno tudi carigrajskega, česar pa niso sprejeli in je prišlo do Akacijevega razkola.
- Za sprejem odpadnikov po vandalskem preganjanju v Severni Afriki je papež določil: vernike se sprejme po opravljeni pokori, klerike pa šele na smrtni uri. [7]

## Akacijev razkol
Celo svoje življenje se je papež Feliks III. boril za uveljavitev kalcedonske veroizpovedi v nasprotju z versko politiko cesarja Zenona, ki je izdal - na nagovarjanje carigrajskega patriarha Akacija - leta 482 monofizitsko obarvani Henotikon kot obvezni cesarski odlok. Na vzhodu se torej še niso pomirili spori zaradi sprejema sklepov kalcedonskega koncila, ampak so se še zaostrili. 
Na rimski sinodi 484 je Feliks zahteval odstavitev monofizitskih patriarhov: antiohijskega Petra Fula , kakor tudi aleksandrijskega Petra Monga; katoličani so na to mesto v Aleksandriji izvolili Janeza Talaja, ki je poročal o tamkajšnjih zmedah v Rim, kjer je od papeža sklicana sinoda zahtevala pojasnilo. Papež je v zvezi s tem cesarju Zenonu  in patriarhu Akaciju v Bizanc poslal dva škofa in rimskega župana Feliksa s pismi, kjer je zahteval ureditev zadeve in poklical Akacija v Rim na zagovor zaradi sprejetja Henotikona, ki je postavljal pod vprašaj sklepe  Kalcedonskega vesoljnega cerkvenega zbora o Božji in človeški Kristusovi naravi. Preden sta škofa z ladjo prispela v Carigrad, so ju cesarski vojaki  v Dardanelah ujeli, jima vzeli pisma ter vrgli v ječo; z grožnjami in obljubami so ju pripravili do tega, da sta izdala svoje poslanstvo ter prestopila na bizantinsko stran in poslej govorila nasprotno od tega, za kar sta bila pooblaščena. Podobno so storili tudi z županom Feliksom; vendar se ta ni uklonil, ampak je prek predstojnika akoimetskega  samostana Cirila v Bizancu obvestil papeža, ki je takoj sklical v Rimu sinodo 64 škofov. 
Akacija in pristaše, kakor tudi izdajalske sle so pogojno izobčili iz Cerkve, dokler zopet ne sprejmejo kalcedonske veroizpovedi. Akacij je odgovoril tako, da je izbrisal papeža z diptiha ter ga tako izključil iz cerkvene skupnosti. Poleg tega je uveljavil sporni 28. kanon v prid Carigradu s soglasjem večine vzhodnih škofov. Tako se je začel prvi veliki razkol med vzhodom in zahodom, Akacijev razkol, ki je trajal 34 let (484 – 519). Rimu zveste škofe, duhovnike in vernike so preganjali, metali v ječe in tudi mučili. Take so bile posledice cesarjevega vtikanja v verske zadeve. 

## Smrt in češčenje
Papež Feliks je umrl 1. marca 492. Na njegov smrtni dan, na 1. marca torej, obhaja Cerkev njegov god po koledarski reformi Pavla VI.. Prej je bil njegov god 25. februarja. 
Pokopan je v cerkvi svetega Pavla zunaj obzidja na Via Ostia. 

### Prikazen
Pravijo, da se je Feliks prikazal v videnju enemu od potomcev, svoji pravnukinji Trasili, teti Gregorja I.  in jo vprašal, če želi po smrti priti v nebesa. Na Sveti večer je Trasila, preden je umrla, videla Jezusa.

### Ocena
- Feliksov pontifikat so močno zaznamovali viharji preseljevanja narodov kakor tudi žalostne posledice, ki jih je prinašalo mešanje bizantinskih cesarjev v verske zadeve, na katere se najbrž niso dosti razumeli. Glavni namen vladarjev je bil namreč ohraniti enotnost države.[13][14]
- Nekateri viri le domnevajo, da je bil Gregor I. Feliksov potomec.
- En vir poroča, da je papeža obvestil o zlostavljanju njegovih poslancev v Carigradu Simeon, eden od "akojmetskih (acaemetskih)" menihov v Carigradu, nakar je papež sklical sinodo 77 škofov v Lateranski baziliki. [18]